# Famille de Lacvivier
 (juillet 2024).
La famille de Lacvivier est une ancienne famille de l'Ariège dont on trouve dès le XIVe siècle des membres à Pamiers où ils exerceront des fonctions de notaires, procureur et juges-mages.

## Personnalités
Dès le XIVe siècle, on trouve des membres de la famille de Lacvivier à Pamiers dans l'Ariège :
- Pierre de Lacvivier (Pey de Lac Vivier), procureur du comte de Foix, fut autorisé, avec deux autres arbitres par lettres de délégation données à Pau le 1er octobre 1383, par Corbeyran, de Foix, sénéchal au comté, à connaître de la cause et à prononcer la sentence dans un procès soutenu par les consuls de Foix, demandeurs, contre les consuls de Montgailhard, défendeurs[1].
- En 1398, Guilhem de Lacvivier a une teinturerie à Pamiers à la porte de Couserans[2].
- À la même époque, Pierre de Lacvivier, notaire à Pamiers[2].
- Jean de Lacvivier, prieur du monastère de Saint-Béat au diocèse de Comminges, il est élu en 1427 abbé du monastère du Mas-d'Azil au diocèse de Rieux et institué par bulle du pape Martin V. Il reçut le 30 mars 1427 le serment de fidélité du comte de Foix, du baile et des consuls de la ville de la Bastide-de-Sérou[3].
- Noble Jean de Lacvivier, juge-mage, est témoin au testament de Pierre de Castille fait à Pamiers le 3 mars 1521[4].
- Demoiselle de Lacvivier, fille de Jean de Lacvivier, juge-mage à Pamiers, épousa le 2 avril 1555 Pierre de Castille[5].
- En 1551, Jean de Lacvivier est juge-mage du comté de Foix. Il était marié à Borguinhe de Roquefort, fille de Pierre de Roquefort, seigneur de Baulhas, capitoul de Toulouse en 1507. Ils eurent pour fils Jean de Lacvivier (1525-1572), conseiller du roi en son grand conseil[6] et conseiller de la reine Navarre[7], huguenot[8], condamné à mort par contumace et brûlé en effigie en 1568[9], réhabilité par Charles IX[10] et décédé à la Saint-Barthélemy en 1572[11] ; ainsi que Jean-Baptiste de Lacvivier (1526-1567), juge d'appeaux du comté de Foix[12] et conseiller de la reine de Navarre, huguenot[13], condamné à mort et exécuté par le parlement de Toulouse en 1567[14].
- Jean de Lacvivier (1560-v.1647), fut juge de la viguerie royale des Allemans.
- Jean de Lacvivier, sieur de Croisiers, capitaine dans le régiment de Boufflers, était marié en 1739 à Françoise-Thérèse Séré[15].
- Jean Baptiste de Lacvivier (1775-1856), commandant de la place de Villefranche-de-Conflent, chevalier de Saint-Louis et de la Légion d'honneur. Il s'installe au château de Vernet-les-Bains et ouvre l'établissement thermal de la cité en 1832. Son père du même nom avait assisté à l'assemblée de la noblesse tenue à Pamiers le 30 mars 1789[1].
- Casimir de Lacvivier, fils du précédent, maire de Vernet-les-Bains de 1861 à 1870.
- Raymond de Lacvivier (1852-1930), notaire, érudit et écrivain catalan.
- Charles de Lacvivier, fils cadet du précédent, champion de France de rugby avec le Stade Toulousain en 1912[16] et 1913[17], sous-officier d'artillerie pendant la première guerre mondiale, décédé d'ypérite en 1928.
- Gaston de Lacvivier (1884-1951), peintre français de la première moitié du XXe siècle.

## Famille Croisiers de Lacvivier
Henri-Louis Duclos dans son ouvrage Histoire des Ariégeois (1887) écrit : « La famille Croisiers de Lacvivier est une ancienne famille du pays de Foix dont on trouve des traces au quatorzième siècle, et qui a longtemps rempli les fonctions de juge-mage au présidial de Pamiers (…) Il existe encore, dans le département de l'Ariège et celui de la Haute-Garonne, des représentants de cette famille ».

## Armes
D’azur, au cygne d'argent, ou lac ou vivier de même, adextré de trois étoiles d'or en franc quartier, deux et une. Au chef cousu d'azur, chargé de trois croisettes d'argent mises en fasce[réf. nécessaire].